# Сепеда, Омар
Омар Сепеда де Леон (исп. Omar Zepeda de Léon; род. 8 июня 1977, Толука-де-Лердо, Мехико) — мексиканский легкоатлет, специалист по спортивной ходьбе. Выступает за сборную Мексики по лёгкой атлетике с 1997 года, бронзовый призёр Панамериканских игр, обладатель серебряной медали Игр Центральной Америки и Карибского бассейна, многократный победитель и призёр первенств национального значения, участник двух летних Олимпийских игр.

## Биография
Омар Сепеда родился 8 июня 1977 года городе Толука-де-Лердо, штат Мехико.
Впервые заявил о себе на международном уровне в сезоне 1997 года, когда вошёл в состав мексиканской национальной сборной и выступил на Кубке мира в Подебрадах, где в ходьбе на 20 км занял 35-е место в личном зачёте и стал бронзовым призёром командного зачёта. Позже в той же дисциплине показал 18-й результат на чемпионате мира в Афинах.
В 2000 году стартовал на 50 км на Панамериканском кубке в Поса-Рике, но сошёл с дистанции.
В 2001 году участвовал в чемпионате Центральной Америки и Карибского бассейна в Гватемале, чемпионате мира в Эдмонтоне, Панамериканском кубке в Куэнке.
На Кубке мира 2002 года в Турине в дисциплине 50 км не финишировал.
В 2003 году принимал участие в ходьбе на 50 км на домашнем Панамериканском кубке в Тихуане и на Панамериканских играх в Санто-Доминго — в первом случае сошёл с дистанции, во втором случае был дисквалифицирован.
На чемпионате мира 2005 года в Хельсинки занял шестое место в дисциплине 50 км.
В 2006 году шёл 50 км на Кубке мира в Ла-Корунье, но получил дисквалификацию.
В 2007 году побывал на Панамериканских играх в Рио-де-Жанейро, откуда привёз награду бронзового достоинства, выигранную в ходьбе на 50 км. В той же дисциплине стартовал на чемпионате мира в Осаке, но здесь его дисквалифицировали.
На Кубке мира 2008 года в Чебоксарах занял 23-е место в личном зачёте 50 км и стал серебряным призёром командного зачёта.
В 2009 году на чемпионате мира в Берлине был дисквалифицирован во время прохождения 50 км.
На домашнем Кубке мира 2010 года в Чиуауа показал 13-й результат в личном зачёте 50 км и получил серебро командного зачёта.
В 2011 году занял 21-е место в ходьбе на 50 км на чемпионате мира в Тэгу.
На Кубке мира 2012 года в Саранске на 50 км финишировал на 33-й позиции, изначально мексиканцы были четвёртыми в командном зачёте, но после дисквалификации команды России переместились на третье место. Благодаря череде удачных выступлений удостоился права защищать честь страны на летних Олимпийских играх в Лондоне — в ходьбе на 50 км с результатом 3:49:14 закрыл двадцатку сильнейших.
В 2013 году одержал победу в личном и командном зачётах 50 км на Панамериканском кубке в Гватемале, в той же дисциплине занял 19-е место на чемпионате мира в Москве.
В 2014 году на дистанции 50 км был седьмым на Кубке мира в Тайцане, выиграл серебряную медаль на Играх Центральной Америки и Карибского бассейна в Веракрусе.
На Панамериканском кубке 2015 года в Арике показал седьмой результат в личном зачёте 50 км, став при этом победителем командного зачёта.
Выполнив олимпийский квалификационный норматив, благополучно прошёл отбор на Олимпийские игры 2016 года в Рио-де-Жанейро — на сей раз в ходьбе на 50 км показал результат 3:51:35, расположившись в итоговом протоколе соревнований на 16-й строке.
После Олимпиады в Рио Сепеда остался действующим спортсменом и продолжил принимать участие в крупнейших легкоатлетических турнирах. Так, в 2017 году он отметился выступлением на чемпионате мира в Лондоне, где был дисквалифицирован во время прохождения дистанции 50 км.
В 2018 году стартовал на 50 км на Играх Центральной Америки и Карибского бассейна в Барранкилье.